# اشتانتس بای لاندک
اشتانتس بای لاندک (به آلمانی: Stanz bei Landeck) یک منطقهٔ مسکونی در اتریش است که در ناحیه لاندک واقع شده‌است. اشتانتس بای لاندک ۷٫۳ کیلومتر مربع مساحت دارد ۱٬۰۴۰ متر بالاتر از سطح دریا واقع شده‌است.